# مسابقات جهانی تنیس روی میز ۱۹۷۷
مسابقات جهانی تنیس روی میز ۱۹۷۷ (انگلیسی: 1977 World Table Tennis Championships) سی و چهارمین دوره مسابقات جهانی تنیس روی میز است که در شهر بیرمنگام، انگلستان برگزار شده است.
این مسابقات از ۲۸ مارس تا ۷ آوریل ۱۹۷۷ در دو بخش تیمی و انفرادی انجام شده است.